# Brandon Simpson
Brandon Simpson (Florida, Estados Unidos, 6 de septiembre de 1981) es un atleta jamaicano de origen estadounidense, especialista en la prueba de relevos 4x400 m, en la que ha logrado ser medallista de bronce mundial en 2005.

## Carrera deportiva
En el Mundial de Helsinki 2005 ganó la medalla de bronce en los relevos 4x400 metros, con un tiempo de 2:58.07 segundos, tras los estadounidenses y bahameños, siendo sus compañeros de equipo: Sanjay Ayre, Lansford Spence y Davian Clarke.